# HMS Shropshire (73)
HMS Shropshire (73) là một tàu tuần dương hạng nặng thuộc lớp County của Hải quân Hoàng gia Anh Quốc, thuộc lớp phụ London. Hoàn tất vào năm 1929, Shropshire đã phục vụ cùng với Hải quân Hoàng gia cho đến năm 1942, khi nó được chuyển cho Hải quân Hoàng gia Australia sau tổn thất của con tàu chị em HMAS Canberra. Được đưa vào hoạt động dưới tên gọi HMAS Shropshire, nó phục vụ cùng Australia cho đến năm 1949, và bị bán để tháo dỡ vào năm 1954.

## Thiết kế và chế tạo
Shropshire được đặt lườn tại xưởng đóng tàu của hãng William Beardmore and Company Ltd. ở Dalmuir thuộc Scotland vào ngày 24 tháng 2 năm 1926. Nó được hạ thủy vào ngày 5 tháng 7 năm 1928 bởi Nữ nam tước D'Arcy de Knayth và hoàn tất vào ngày 12 tháng 9 năm 1929. Nó là chiếc tàu chiến duy nhất của Anh được đặt theo tên của thành phố Shropshire.

## Lịch sử hoạt động

### Phục vụ cùng Hải quân Hoàng gia Anh
Shropshire phục vụ cùng Hạm đội Địa Trung Hải Anh Quốc cho đến khi Chiến tranh Thế giới thứ hai nổ ra vào tháng 9 năm 1939.
Thoạt tiên nó phục vụ tại khu vực Nam Đại Tây Dương bảo vệ các tuyến đường thương mại hàng hải. Ngày 9 tháng 12 năm 1939, nó chặn chiếc tàu buôn Đức Adolf Leonhardt, vốn bị chính thủy thủ đoàn đánh đắm. Sau đó Shropshire quay trở về Anh để được tái trang bị trước khi hướng đến Ấn Độ Dương, nơi nó làm nhiệm vụ hộ tống các đoàn tàu vận tải đi lại giữa Cape Town, Durban, Mombassa và Aden. Nó cũng tham gia chiến dịch chống lại Somaliland thuộc Ý, bắn phá cả Mogadishu lẫn Kismayu trong cuộc tiến quân của Đạo quân Nam Phi từ Kenya đến Abyssinia, và đánh chìm chiếc tàu Ý Pensilvania ngoài khơi Mogadishu vào ngày 13 tháng 2. Nó tiếp tục ở lại Nam Đại Tây Dương, trải qua một đợt đại tu tại Simonstown từ tháng 3 đến tháng 6 năm 1941, rồi quay trở về nhà vào tháng 10 năm 1941 cho một đợt tái trang bị rộng rãi tại Chatham từ tháng 10 năm 1941 đến tháng 2 năm 1942 trước khi quay trở lại Nam Đại Tây Dương.

### Chuyển cho Hải quân Hoàng gia Australia

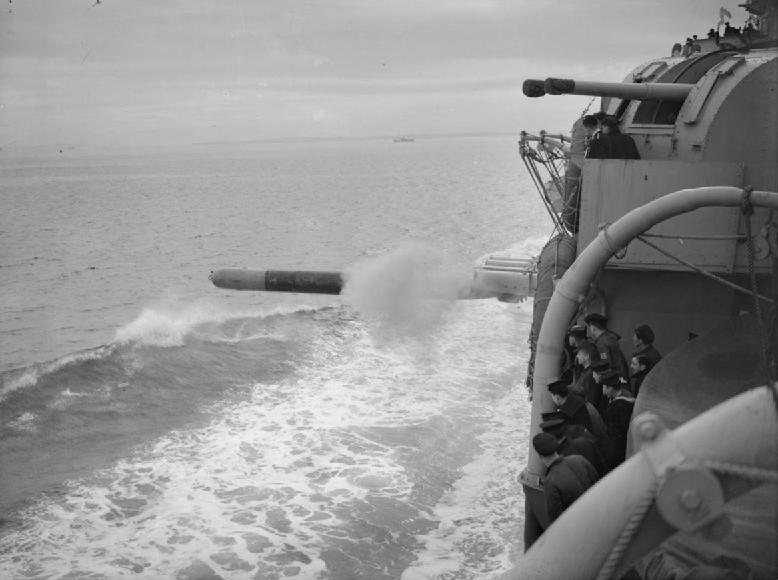
Thủy thủ đoàn đang quan sát một ngư lôi đang rời khỏi ống phóng giữa tàu trong một cuộc phóng ngư lôi thử nghiệm. Có thể thấy một trong các tháp pháo hạng hai 102 mm (4 inch) nòng đôi.

Sau khi chiếc tàu tuần dương hạng nặng của Hải quân Hoàng gia Australia HMAS Canberra, một chiếc khác cũng thuộc lớp County, bị mất trong Trận chiến đảo Savo vào ngày 9 tháng 8 năm 1942, Chính phủ Anh Quốc thông báo sẽ chuyển HMS Shropshire cho Australia như một quà tặng để thay thế. Nó được gọi quay trở về từ Nam Đại Tây Dương, và được cho ngừng hoạt động tại Căn cứ Hải quân Hoàng gia Chatham vào tháng 12 năm 1942, để tái trang bị nhằm phục vụ cho Australia.
Cùng trong khoảng thời gian đó, Tổng thống Hoa Kỳ Franklin D. Roosevelt mong muốn tưởng nhớ sự mất mát của HMAS Canberra bằng cách đặt tên này cho một tàu chiến Mỹ nhằm tôn vinh nó, nên một tàu tuần dương hạng nặng đang được chế tạo thuộc lớp Baltimore, chiếc Pittsburgh, đã được đổi tên thành USS Canberra (CA-70).
Shropshire được đưa vào hoạt động cùng Hải quân Hoàng gia Australia vào ngày 20 tháng 4 năm 1943 tại Xưởng hải quân Chatham dưới tên gọi HMAS Shropshire. Cho dù Vua George VI đã thông báo rằng Shropshire sẽ được đổi tên thành Canberra, việc trùng lặp tên với một tàu chiến của Hải quân Mỹ mâu thuẫn với chính sách của Hải quân Australia. Cho dù người ta cho rằng phía Australia có thẩm quyền lớn hơn đối với cái tên này, Chính phủ Australia vẫn quyết định giữ lại cái tên cũ Shropshire, sau khi biết rằng đề nghị của Mỹ được đưa ra bởi chính Tổng thống Roosevelt. Nhiều thủy thủ Australia được phân công trên chiếc HMAS Shropshire vào đầu năm 1943 là những người còn sống sót của chiếc Canberra.

### Phục vụ cùng Hải quân Hoàng gia Australia
Sau đó nó đã tham gia hoạt động trong trận chiến eo biển Surigao trong khuôn khổ Trận chiến vịnh Leyte và trong Trận chiến vịnh Lingayen. HMAS Shropshire đã hiện diện trong vịnh Tokyo vào ngày 2 tháng 9 năm 1945, lúc diễn ra buổi lễ ký kết văn kiện Nhật Bản đầu hàng bên trên thiết giáp hạm USS Missouri.

### Sau chiến tranh
Shropshire tiếp tục phục vụ cho đến khi được đưa về lực lượng dự bị vào ngày 10 tháng 11 năm 1949. Nó được bán cho hãng Thomas W. Ward Limited tại Sheffield ở Anh thay mặt cho hãng BISCO vào ngày 16 tháng 7 năm 1954 để tháo dỡ. Shropshire được kéo khỏi Sydney bởi chiếc tàu kéo Hà Lan Oostzee trong tháng 10 năm 1954, và bắt đầu được tháo dỡ tại xưởng tàu Dalmuir của hãng Arnott Young từ ngày 20 tháng 1 năm 1955.